# Katharina Graf
Katharina „Kathi“ Graf (* 24. Februar 1873 in Capodistria, Istrien; † 8. November 1936 in Amstetten) war eine österreichische Politikerin (SDAP). Graf war von 1919 bis 1934 Landtagsabgeordnete und 1922 Mitglied des Bundesrates.
Graf besuchte sechs Klassen der Volksschule und war als Dienstmädchen beschäftigt. Sie arbeitete nach dem Ersten Weltkrieg als Leiterin der sozialdemokratischen Frauenorganisation in Niederösterreich, heiratete einen Bahnbeamten und lebte als Hausfrau in Amstetten. Dort gehörte sie zwischen 1919 und 1934 dem Gemeinderat an, vertrat zwischen dem 20. Mai 1919 und dem 11. Mai 1921 die Sozialdemokratische Arbeiterpartei im Niederösterreichischen Landtag (ab 10. November 1920 Kurie Niederösterreich-Land) und gehörte im Anschluss dem selbständigen Niederösterreichischen Landtag an. Graf war zudem vom 25. Juli 1922 bis zum 15. September 1922 Mitglied des Bundesrates. Im Zuge des Österreichischen Bürgerkrieges wurde Graf das Landtagsmandat per 16. Februar 1934 aberkannt, zudem verlor sie ihr Gemeinderatsmandat.